# 米科拉斯·阿莱克纳
米科拉斯·阿莱克纳（2002年9月28日—），立陶宛男子田径运动员，2022年世界田径锦标赛男子铁饼银牌得主、2022年欧洲田径锦标赛男子铁饼金牌得主、2023年世界田径锦标赛男子铁饼铜牌得主。他的父亲維爾吉利尤斯同样也是铁饼选手。現爲鐵餅項目的男子世界紀錄保持者。